# 派拉諾曼：靈動小子
《通灵男孩诺曼》（英語：ParaNorman）是一部2012年美国3D家庭電影恐怖喜剧定格动画電影，由萊卡公司制作，焦点影业发行，於2012年8月17日上映。主要配音演员有卡西·阿弗莱克、坦普塞特·布蕾索、杰夫·格尔林、約翰·古德曼、伯纳德·希尔、安娜·姬妲妮、莱斯利·曼恩、克里斯·敏茲-普雷斯、寇帝·史密-麥菲、裘黛兒·佛蘭、伊莲妮·斯楚奇和塔克·艾布里奇。
影片获得很高评价，总票房为1.07亿美金，并获得第85屆奧斯卡金像獎最佳动画电影提名與八項安妮獎提名。

## 剧情
小男孩諾曼能够看到幽靈并且可与他們对话，他的这种怪异举动却经常被一些人所厌烦和嘲讽。他所在的城镇受到以前一个冤死的女巫的诅咒，全镇于是受到僵尸和幽灵的威胁。諾曼最终凭借自己的特殊能力和善心，打动女巫解除了长达300年的诅咒，他也因拯救全镇成为了一个小英雄。

## 角色

### 介绍
諾曼（Norman Babcock）
11岁的男孩，具有与死人对话的超能力。
（Agatha "Aggie" Prenderghast）
生活在300年前的女孩，是个清教徒。因被居民冤死而在死后成为女巫，对全镇施行了诅咒
（Judge Hopkins）
（Neil Downe）
諾曼的好友
（Courtney Babcock）
諾曼的姐姐，是名啦啦队长
（Mitch Downe）
Neil的哥哥，是名运动员，他受到Courtney的爱慕
（Alvin）
学霸，经常欺负諾曼
（Sandra Babcock）
諾曼的妈妈
（Perry Babcock）
諾曼的爸爸
（Grandma Babcock）
諾曼的奶奶（已经去世）
（Mr. Prenderghast）
諾曼的叔叔，该镇的疯子
（Sheriff Hooper）
警察
（Salma）
諾曼的同学

### 配音员
| 配音                                                                    | 配音   | 角色                                          |
| 英語                                                                    | 國語   | 角色                                          |
| ----------------------------------------------------------------------- | ------ | --------------------------------------------- |
| 寇帝·史密-麥菲                                                          | 林美秀 | 諾曼·巴庫克（Norman Babcock）                 |
| 乔黛尔·弗兰                                                             | 曾允凡 | 艾吉·普倫德加斯（Aggie Prenderghast）         |
| 塔克·艾伯布瑞兹                                                         | 李涵菲 | 尼爾·道恩（Neil Downe）                       |
| 安娜·姬妲妮                                                             | 丘梅君 | 寇特妮·巴庫克（Courtney Babcock）             |
| 克里斯多夫·敏兹-普雷斯                                                  | 張宇豪 | 艾文（Alvin）                                 |
| 卡西·阿弗莱克                                                           |        | 米奇·道恩（Mitch Downe）                      |
| 伯納·希爾                                                               |        | 霍金斯法官（Judge Hopkins）                   |
| 約翰·古德曼                                                             | 梁興昌 | 普倫德加斯先生（Mr. Prenderghast）            |
| 爱莲·施特雷奇                                                           | 馮美麗 | 巴庫克奶奶（Grandma Babcock）                 |
| 傑夫·格爾林                                                             | 夏治世 | 佩瑞·巴庫克（Perry Babcock）                  |
| 莱斯利·曼恩                                                             | 許淑嬪 | 桑德拉·巴庫克（Sandra Babcock）               |
| 提普雷斯·布雷德斯                                                       | 馮美麗 | 胡泊警察（Sheriff Hooper）                    |
| 艾利克斯·布斯汀                                                         | 崔幗夫 | 漢斯琪爾女士（Mrs. Henscher）                 |
| 汉娜·诺斯                                                               |        | 薩瑪（Salma）                                 |
| 艾莉尔·温特                                                             |        | 鎮上的小孩（Blithe Hollow Kid）               |
| 布里奇特·霍夫曼                                                         |        | 水晶和跳傘鬼（Crystal and Parachutist Ghost） |
| 史考特·曼维尔                                                           |        | 杜普提·维恩（Deputy Wayne）                   |
| 大卫·考格尔                                                             |        | 加油器鬼（Greaser Ghost）                     |
| 温蒂·霍夫曼                                                             |        | Gucci女士（Gucci Lady）                       |
| 杰里米·沙达                                                             |        | （Pug）                                       |
| 艾米丽·哈恩                                                             |        | 甜蜜女孩（Sweet Girl）                        |
| 杰克·布雷西                                                             |        | 战争鬼（Civil War Ghost）                     |
| 卡姆·卡拉克 拉拉·寇迪 艾迪·弗雷斯尔森 大卫·兹凯勒 雷夫·霍顿 柯尔克·贝利 |        | 街上的人（Blithe Hollow People）              |

## 製作

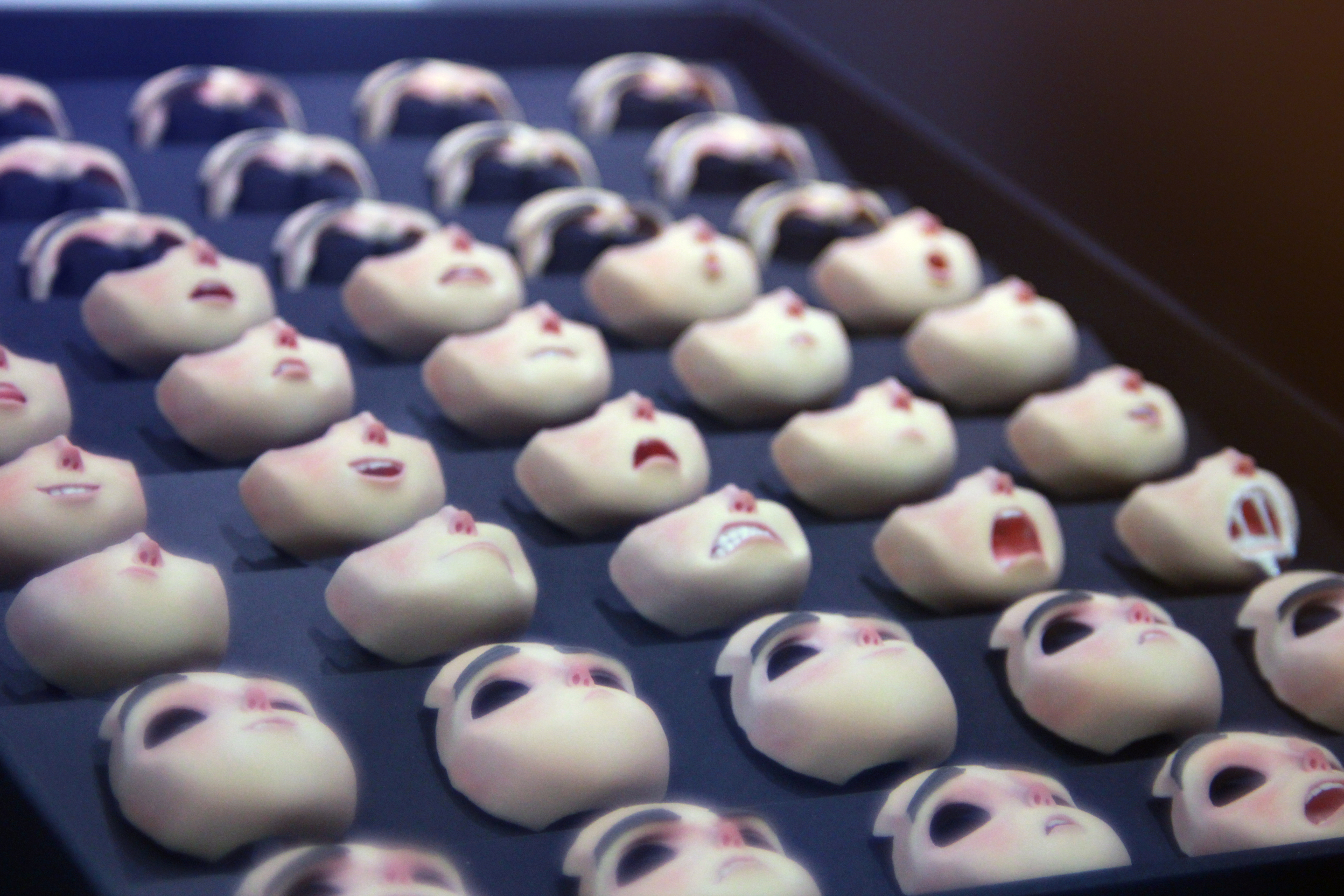
《派拉諾曼：靈動小子》是首部使用彩色立體打印機輔助製作的電影

《派拉諾曼：靈動小子》是首部用上彩色立體打印機的換件定格动画電影，是繼《怪誕隨意門》使用黑白立體打印技術後再一次革新。立體打印技術令製作團隊花費更少時間去製作人偶部件，由於電影用上大量人偶臉部部件，全彩色印製的部件令電影更快製作完成。